# Hans Schlossmann
Hans Schlossmann (* 21. Mai 1894 in Dresden; † 7. September 1956 in Düsseldorf) war ein deutsch-britischer Mediziner und Pharmakologe.

## Leben und Tätigkeit
Schlossmann war ein Sohn des Mediziners Arthur Schloßmann, dem Gründer der Medizinischen Akademie in Düsseldorf. Nach dem Schulbesuch studierte er Medizin. 1920 promovierte er mit einer Arbeit über Diphtherie und Pneumokokken. Von 1923 bis 1924 arbeitete er als Assistent am Pharmakologischen Institut der Universität Heidelberg.
In den Jahren 1924 bis 1933 war Schlossmann als Assistent bzw. als Privatdozent an der Medizinischen Akademie in Düsseldorf tätig.
Nach der Machtergreifung der Nationalsozialisten wurde Schloßmann aufgrund seiner jüdischen Herkunft aus dem Staatsdienst verdrängt. Gemäß den Bestimmungen des Berufsbeamtengesetzes wurde ihm an der Düsseldorfer Akademie gekündigt, obwohl ihm als Veteran des Ersten Weltkrieges eigentlich das „Frontkämpferprivileg“ zugestanden hätte.
Noch 1933 ging Schlossmann in die Emigration und gelangte über Abstecher nach Utrecht in den Niederlanden und nach Südafrika nach Großbritannien. Dort fand er 1935/1936 eine Anstellung am Physiological Department der Cambridge University.
Schlossmann starb 1956 während eines Besuchs in Düsseldorf an einem Herzinfarkt.

## Familie
Schlossmann war verheiratet mit Margarete, geb. Bondi, mit der er vier Kinder hatte.

## Schriften
- Ueber die Herabsetzung der natürlichen Resistenz grauer Mäuse und weisser Ratten gegen die Infektion mit Diphtheriebazillen und Pneumokokken durch Kälte, Hitze und Hunger. Aus dem Laboratorium der akademschen Klinik für Kinderheilkunde zu Düsseldorf, 1920. (Dissertation)